# Seamen de Milan
Stade
Maillots
Champion 
Italian Bowl : 2014, 2015, 2017, 2018, 2019
Saison en cours
Les Seamen de Milan (en anglais Milano Seaman) sont une franchise italienne de football américain basé à Milan qui évolue dans l'European League of Football depuis la saison 2023.
Auparavant, ils jouaient dans le championnat d'Italie de football américain.

## Histoire

### Années 80
Les Seamen de Milan ont été créés le 27 octobre 1981 par Sergio Galeotti, un actionnaire de « Giorgio Armani SpA » . Dans les années 1980, l'équipe a remporté deux Italian Bowls (1987 et 1989) et elle était considérée comme une des meilleures d'Italie (68 victoires, 4 nuls et 39 défaites en 11 matchs disputés). L'équipe cesse cependant ses activités en 1990.

### Résurrection
Après 19 ans d'inactivité, l'équipe est remise sur pieds par d'anciens joueurs en 2009. Son équipe première participe au championnat de la deuxième division. Son équipe des moins de 19 ans remporte en 2010 le championnat avec un bon nombre de joueurs arrivés des Falcons de Milan, équipe dissoute en 2009. Les seniors montent en « Italian Football League » dès la saison 2010.
En 2012, Joe Avezzano devient l'entraineur principal des Seamen. Ils remportent en 2014 l'Italian Super Bowl pour la première fois de leur histoire en battant 33 à 3 les Panthers de Parme.
Avant la saison 2020 annulé à la suite de la pandémie de Covid-19, les Seamen ont disputé quatre Italian Bowl consécutifs. Ils perdent celui de 2021 sur le score de 34 à 40 contre les Panthers de Parme et sont éliminés en quart de finale de la CEFL 2021. Ils sont ensuite battus 17 à 21 lors de l'Italian Bowl 2022 par les Guelfi de Florence.
La franchise annonce en avril 2022 qu'elle va rejoindre l'European League of Football pour y jouer dès la saison 2023,. En accord avec la Fédération italienne, elle ne participe dès lors plus à l'Italian Football League mais conserve un accord de coopération avec l'équipe des Legano Frogs dans le développement des jeunes joueurs. Le stade, le directeur général et l'entraîneur principal ont été conservés.

## Palmarès
Vainqueurs de l'Italian Bowl (5) : 2014, 2015, 2017–2019

## Saison par saison
| Année | Saison régulière | Saison régulière | Saison régulière | Saison régulière | Saison régulière | Saison régulière | Phase finale | Phase finale | Phase finale | Phase finale | Phase finale | Phase finale                          | Phase finale                          |
| ----- | ---------------- | ---------------- | ---------------- | ---------------- | ---------------- | ---------------- | ------------ | ------------ | ------------ | ------------ | ------------ | ------------------------------------- | ------------------------------------- |
| Année | Nb               | V                | N                | D                | +                | -                | Nb           | V            | D            | +            | -            | Résultat                              | Adversaire                            |
| 1982  | 10               | 03               | 1                | 06               | 078              | 193              | -            | -            | -            | -            | -            | -                                     | -                                     |
| 1983  | 10               | 05               | 0                | 05               | 127              | 088              | -            | -            | -            | -            | -            | -                                     | -                                     |
| 1984  | 10               | 07               | 1                | 02               | 134              | 044              | 1            | 0            | 1            | 03           | 14           | Quart de finale                       | Warriors de Bologne                   |
| 1985  | 12               | 10               | 1                | 01               | 232              | 092              | 1            | 0            | 1            | 015          | 27           | Quart de finale                       | Angels de Pesaro                      |
| 1986  | 10               | 06               | 0                | 04               | 153              | 107              | 1            | 0            | 1            | 017          | 34           | Huitième de finale                    | Rhinos de Milan                       |
| 1987  | 12               | 11               | 0                | 01               | 459              | 079              | 4            | 3            | 1            | 122          | 51           | Finaliste Italian Superbowl           | Frogs de Legnano                      |
| 1988  | 12               | 10               | 0                | 02               | 429              | 129              | 1            | 0            | 1            | 019          | 37           | Huitième de finale                    | Chiefs de Ravenne                     |
| 1989  | 12               | 11               | 0                | 01               | 300              | 169              | 3            | 2            | 1            | 049          | 39           | Finaliste Italian Superbowl           | Frogs de Legnano                      |
| 1990  | 12               | 0                | 1                | 11               | 115              | 414              | -            | -            | -            | -            | -            | -                                     | -                                     |
| 2011  | 09               | 03               | 0                | 06               | 284              | 349              | -            | -            | -            | -            | -            | -                                     | -                                     |
| 2012  | 11               | 05               | 0                | 06               | 302              | 366              | -            | -            | -            | -            | -            | -                                     | -                                     |
| 2013  | 08               | 05               | 0                | 03               | 150              | 171              | 3            | 2            | 1            | 074          | 82           | Finaliste Italian Superbowl           | Panthers de Parme                     |
| 2014  | 12               | 11               | 0                | 01               | 450              | 140              | 2            | 2            | 0            | 064          | 10           | Vainqueur Italian Bowl                | Panthers de Parme                     |
| 2015  | 10               | 07               | 0                | 03               | 278              | 165              | 3            | 3            | 0            | 099          | 46           | Vainqueur Italian Bowl                | Panthers de Parme                     |
| 2016  | 10               | 05               | 0                | 05               | 227              | 230              | 2            | 1            | 1            | 061          | 35           | Demi-finale                           | Rhinos de Milan                       |
| 2017  | 10               | 10               | 0                | 02               | 347              | 113              | 3            | 3            | 0            | 113          | 58           | Vainqueur Italian Bowl                | Rhinos de Milan                       |
| 2018  | 10               | 10               | 0                | 0                | 431              | 103              | 2            | 2            | 0            | 073          | 27           | Vainqueur Italian Bowl                | Giants de Bolzano                     |
| 2019  | 08               | 07               | 0                | 01               | 291              | 105              | 2            | 2            | 0            | 100          | 28           | Vainqueur Italian Bowl                | Guelfi de Florence                    |
| 2021  | 08               | 06               | 0                | 02               | 284              | 129              | 2            | 1            | 1            | 042          | 40           | Finaliste Italian Bowl                | Panthers de Parme                     |
| 2022  | 08               | 08               | 0                | 0                | 328              | 091              | 2            | 1            | 1            | 058          | 42           | Finaliste Italian Bowl                | Guelfi de Florence                    |
| Total | 194              | 128              | 4                | 62               | 4 968            | 3 174            | 30           | 20           | 10           | 836          | 543          | 5 Italian Bowl gagnés sur 10 disputés | 5 Italian Bowl gagnés sur 10 disputés |

- Source : Encyclopédie du Football - édité par Roberto Mezzetti;  Site de la FIDAF ; Site Football-aktuell.de

| Saison | Saison régulière | Saison régulière | Saison régulière | Saison régulière | Saison régulière | Saison régulière | Saison régulière | Saison régulière | Saison régulière       | Phase finale             | Phase finale |
| ------ | ---------------- | ---------------- | ---------------- | ---------------- | ---------------- | ---------------- | ---------------- | ---------------- | ---------------------- | ------------------------ | ------------ |
| Saison | Nb               | V                | D                | N                | %                | +                | -                | ≠                | Classement             | Phase finale             | Phase finale |
| 2023   | 12               | 2                | 10               | 0                | 16,7             | 328              | 497              | -169             | 5e conférence Centrale | Non qualifié             |              |
| 2024   | Saison en cours  | Saison en cours  | Saison en cours  | Saison en cours  | Saison en cours  | Saison en cours  | Saison en cours  | Saison en cours  | Saison en cours        | Saison en cours          |              |
| Totaux | 12               | 2                | 10               | 0                | 16,7             | 328              | 497              | -169             | -                      | 0 participation, 0 titre |              |